# Карл Рубін
Карл Купер Рубін (англ. Karl Cooper Rubin, нар. 27 січня 1956) — американський математик з Університету Каліфорнії в Ірвайні, торпівський професор математики, відомий дослідженнями еліптичних кривих. 

## Біографія
Батьками Рубіна були математик Роберт Джошуа Рубін і астрономка Вера Рубін. У нього є сестра і двоє братів, які всі стали науковцями: Джудіт Янг — астрономкою, а Девід Рубін і Аллан Рубін — геологами.
У 1974 році Рубін переміг у Математичній олімпіаді ім. Вільяма Ловелла Патнема. У 1976 році він закінчив Принстонський університет, а в 1981 році здобув ступінь доктора філософії в Гарвардському університеті. Його науковим керівником був Ендрю Вайлс, який пізніше здобув світову славу доведенням Великої теореми Ферма. 1985 року він виборов дослідницьку стипендію Фундація Альфреда Слоуна.
У 1986 році Рубін першим показав, що деякі еліптичні криві над полем раціональних чисел мають скінченні групи Тейта–Шафаревича. Поширена думка, що ці групи завжди скінченні.
З 1987 по 1999 рік працював в Університеті штату Огайо, а з 1997 по 2006 рік він був професором Стенфордського університету. У 1988 році Рубін здобув премію Президента Національного наукового фонду для молодих дослідників, а в 1992 році отримав премію Коула Американського математичного товариства з теорії чисел. У 2012 році він став членом Американського математичного товариства.